# Wladimirer Kaltblut
Das Wladimirer Kaltblut (russisch Влади́мирский тяжелово́з/Wladimirski tjaschelowos; auch Wladimir-Pferd) ist eine Kaltblut-Pferderasse mit Züchtungsursprung in Russland.
Hintergrundinformationen zur Pferdebewertung und -zucht finden sich unter: Exterieur, Interieur und Pferdezucht.

## Exterieur
Das Wladimirer Kaltblut erreicht ein Stockmaß von bis zu 165 cm und ist damit die größte russische Kaltblutrasse. Hengste haben ein Durchschnittsgewicht von 760 kg, Stuten – von 685 kg.
Am verbreitetsten sind Braune, Füchse und Rappen, oft mit großen und auffallenden Abzeichen an Kopf und Gliedmaßen.
Der mittelgroße, trockene Kopf hat oft ein konvexes Profil (Ramskopf); sein Ausdruck ist freundlich. Der lange und kräftige Hals ist gewölbt, die Brust breit und tief. Der Rücken ist mittellang mit gewisser Neigung zum Senkrücken. Die Schulter ist mächtig und schräg, die Kruppe kräftig und leicht abfallend. Das Fundament der Pferde ist stabil; die Gliedmaßen – häufig mit seidigem Behang – sind stark und stämmig mit großen und harten runden Hufen.

## Interieur
Das Wladimirer Kaltblut verfügt über einen sanftmütigen und ausgeglichenen Charakter und ein angenehmes Temperament.
Die Rasse ist zugstark, energisch, leistungswillig und aktiv. In der Bewegung ist das Pferd so gängig, dass einige trotz ihrer Masse 1600 Meter im Trab in drei Minuten bewältigen können.
Die Pferde werden ab einem Alter von drei Jahren zur Arbeit eingesetzt. In Haltung und Pflege sind sie anspruchslos.

## Zuchtgeschichte
Die vorrangigen Zuchtgebiete sind die Oblaste Wladimir (Gegend um Susdal und Jurjew-Polski) und  Iwanowo (um Gawrilow Possad), gelegen  in Zentralrussland zwischen Moskau und Wolga. Die Böden dieses Gebietes sind fruchtbar, aber schwer, sodass für deren Bearbeitung eine starke Pferderasse benötigt wurde.
Die Rasse soll auf ein von Iwan dem Schrecklichen im 16. Jahrhundert gegründetes Gestüt zurückgehen. Den Ursprung bildeten bis zum Ende des 19. Jahrhunderts durchgeführte Kreuzungen großrahmiger, einheimischer Landstuten zunächst mit Suffolk Punch und Cleveland Bays sowie in geringerem Maße Percherons, Ardennern und Brabantern.
Ab etwa 1920 wurden nur noch aus Großbritannien eingeführte Clydesdales (so die Hengste Lord James  und Border Brand, *1910, sowie Glen Albin, *1923) und in geringerem Umfang Shire Horses eingekreuzt. In Folge wurden die besten Tiere rein gezüchtet. Die Rasse wurde 1946 anerkannt.
Wichtigstes Gestüt für das Wladimirer Kaltblut ist heute das Gestüt Gawrilowo-Possadski (Nr. 49) in Gawrilow Possad. Außerhalb des Ursprungsgebietes wird das Pferd u. a. im Gestüt Nr. 23 in Potschinki (Oblast Nischni Nowgorod) sowie auf der Pferdefarm „Orlowski faworit“ im Dorf Gagarino (Rajon Ischim, Oblast Tjumen, Westsibirien) gezüchtet.

## Verwendung
Man nutzt das Wladimirer Kaltblut aufgrund seiner Kraft vor allem als Arbeits- und Zugpferd, beispielsweise zum Ziehen von Troikas, wobei ihm auch seine Schnelligkeit zugutekommt.
Da die Rasse für rein wirtschaftliche Zwecke heute nicht mehr benötigt wird, ist sie in ihrem Bestand bedroht.